# Gorky Park (gruppo musicale)
I Gorky Park furono un gruppo musicale heavy metal nato a Mosca, in Russia nel 1987.
Anche se la fama dei Gorky Park negli Stati Uniti fu di breve durata, storicamente divennero in ogni caso un'importante band poiché il loro successo fu profondamente radicato negli eventi che coinvolsero gli Stati Uniti durante gli ultimi anni della Guerra fredda.

## Storia
Negli anni ottanta il politico conservatore russo Konstantin Ustinovič Černenko passò al potere nell'Unione Sovietica. Ciò provocò nuove tensioni del paese con gli Stati Uniti quando i sovietici invasero l'Afghanistan e gli USA boicottarono i giochi olimpici di Mosca del 1980. Nel 1981 venne eletto come presidente degli Stati Uniti Ronald Reagan che cominciò ad organizzare un potente esercito. Nel tentativo di contrastare la crescente presenza della cultura americana e delle emissioni radio della CIA, Černenko dispose il divieto di ascoltare rock & roll.
Egli affermo: "La musica rock, assieme ad altri elementi della cultura occidentale, fa parte di un arsenale di armi sovversive puntate che minacciano l'avvicinamento dei giovani russi all'ideologia comunista". Come negli Stati Uniti degli anni cinquanta, la condanna del rock & roll da parte dei politici provocò un incremento di popolarità della musica stessa. Fu proprio durante questo periodo che i Gorky Park iniziarono a suonare a Mosca come band rock & roll.
Quando nel 1986 Michail Gorbačëv passò al potere, molte limitazioni disposte dalla precedente gestione governativa sulla musica vennero abolite. Grazie ai programmi di Gorbačëv glasnost' ("trasparenza") e perestrojka ("ristrutturazione"), la scena rock di Mosca cominciò ad emergere e rafforzarsi. Nel 1987 i chitarristi Alexey Belov e Jan Ianenkov, il cantante Nikolai Noskov, il bassista "Big" Sasha Minkov, ed il batterista Sasha Lvov si unirono per fondare i Gorky Park. Grazie alla diminuzione delle restrizioni per i viaggi all'estero, più tardi quell'anno la band riuscì a lasciare la Russia per spostarsi negli Stati Uniti alla ricerca di un contratto discografico. All'epoca questo gesto poteva sembrare ridicolo, in quanto per molti l'idea del rock russo era una contraddizione in termini.
Negli States la band riuscì presto a raggiungere diversi contatti nel music business. Una delle prime persone a conoscere il gruppo fu il leggendario musicista Frank Zappa. Finalmente il gruppo venne notato da Jon Bon Jovi e Richie Sambora dei Bon Jovi, che li aiutarono ad assicurarsi un affare con la major Mercury Records. Il gruppo pubblicò l'omonimo Gorky Park nel 1989. Il disco venne prodotto da Bruce Fairbairn (noto per le sue collaborazioni con AC/DC, Bon Jovi, Aerosmith, Scorpions, Blue Öyster Cult, Black 'N Blue e molti altri) con l'eccezione del brano "Peace In Our Time", composto e prodotto da Jon Bon Jovi e Sambora. Questo brano era una ballad che trattava proprio il tema sulla fine della guerra fredda. Questo omonimo era particolarmente orientato sulle sonorità dell'hair metal, stile molto in voga in quel periodo, nonché caratteristico della scena musicale statunitense degli anni 80. Il disco presentava anche la famosa cover dei The Who "My Generation", che verrà inclusa anche nel disco Stairway to Heaven/Highway to Hell, una raccolta che comprendeva diverse cover proposte dagli artisti che parteciparono al Moscow Music Peace Festival.
Questo fu l'anno in cui la cortina di ferro cominciava a decadere e che culminò nella caduta del muro di Berlino in novembre. Con un nuovo senso di benevolenza fra est e ovest, i Gorky Park divennero uno strano simbolo dell'unità tra Stati Uniti e Unione Sovietica. Il primo videoclip girato dalla band, "Bang", ricevette una forte sponsorizzazione da parte di MTV. I successivi due singoli "Try to Find Me" e la traccia in collaborazione con Bon Jovi, "Peace in Our Time", ricevettero un'ulteriore rotazione da parte delle radio. Inoltre quell'anno parteciparono anche al noto Moscow Music Peace Festival, svoltosi proprio nella loro città natale, assieme ai colossi della scena musicale statunitense Bon Jovi, Mötley Crüe, Ozzy Osbourne, e Scorpions. Più tardi lo stesso anno la band partecipò, assieme ai colleghi americani, in un tour per promuovere la lotta alla droga. Il gruppo continuò una serie di date di successo nel 1990 al fianco dei Bon Jovi e suonando alla cerimonia d'apertura dei Goodwill Games. Con il cambiamento delle tendenze musicali dei primi anni 90 soppiantate dal grunge, e la fine della Guerra Fredda, la fama del gruppo negli States declinò molto rapidamente. Tuttavia vennero immortalati in un episodio parodia di Saturday Night Live nel film Fusi di testa (1992). Il nome della band appariva in una lista composta dai protagonisti Wayne e Garth nel quale venivano elencate le peggiori 10 cose che provocarono il crollo dell'Unione Sovietica.
Anche se non più popolari negli States, il successo della band continuò nel resto del mondo per un certo periodo. Nikolai Noskov abbandonò il gruppo nel 1990, così il ruolo di cantante venne coperto dal bassista Sasha Minkov. I restanti membri infatti rimasero uniti e pubblicarono alcuni album durante gli anni 90. Il secondo album Moscow Calling, pubblicato nel 1993 per la Ariola Records, vendette 500 000 copie fuori dagli Stati Uniti. Il loro disco successivo, Stare, venne pubblicato nel 1996 solo in Russia. Nel 1998 seguì il quarto album Protivofazza. Mentre la popolarità rimase praticamente costante solo in Russia, il gruppo sarà sempre ricordato dagli americani come la prima band hair metal russa che venne trasmessa su MTV.
Nel 2000 la formazione dei Gorky Park includeva il nuovo cantante e bassista Alexey Nelidov.

## Formazione

### Formazione attuale
- Alexander (Sasha) Minkov - voce, basso
- Jan Janenkov - chitarra
- Alexei Belov - chitarra, tastiere, balalaika
- Alexander (Sasha) Lvov - batteria

### Ex componenti
- Nikolaj Noskov - voce (1987-90)
- Nikolay Kuzminyh - tastiere

## Discografia

### Album in studio
- 1989 Gorky Park
- 1993 Moscow Calling
- 1996 Stare
- 1998 Protivofazza

### Raccolte
- 1996 Легенды Русского Рока (Legend of Russian Rock)
- 2002 Grand Collection

### Partecipazioni
- 1989 Stairway to Heaven/Highway to Hell